# Margaret Yorke
Margaret Yorke, właśc. Margaret Beda Nicholson (ur. 30 stycznia 1924 w Compton, zm. 17 listopada 2012 w Long Crendon) – angielska pisarka, autorka powieści i opowiadań kryminalnych. Jej książki nie zostały dotychczas przetłumaczone na polski. 

## Dzieła
Seria o Patricku Grancie
- Dead in the Morning (1970)
- Silent Witness (1972)
- Grave Matters (1973)
- Mortal Remains (1974)
- Cast for Death (1976)

Pozostałe
- Summer Flight (1957)
- Pray, Love, Remember (1958)
- Christopher (1959)
- The China Doll (1961)
- Once a Stranger (1962)
- The Birthday (1963)
- Full Circle (1965)
- The Limbo Ladies (1969)
- No Medals for the Major (1974)
- The Small Hours of the Morning (1975)
- The Cost of Silence (1977)
- The Point of Murder(1978)
- Death on Account (1979)
- The Scent of Fear (1980)
- The Hand of Death (1981)
- Devil's Work (1982)
- Find Me a Villain (1983)
- The Smooth Face of Evil (1984)
- Intimate Kill (1985)
- Safely to the Grave (1986)
- Apricot Bed (1986)
- Evidence to Destroy (1987)
- No Fury (1987)
- Speak for the Dead (1988)
- Deceiving Mirror (1988)
- Crime in Question (1989)
- Admit to Murder (1990)
- A Small Deceit (1991)
- Criminal Damage (1992)
- Dangerous to Know (1993)
- Almost the Truth (1994)
- Serious Intent (1995)
- A Question of Belief (1996)
- Act of Violence (1997)
- False Pretenses (1998)
- The Price of Guilt (1999)
- A Case to Answer (2000)
- Cause for Concern (2001)